# Discount (groupe)
Pour les articles homonymes, voir Discount.
Discount est un groupe de punk rock américain, originaire de Vero Beach, en Floride. Il est formé en 1995 et séparé en 2000. Ils comptent un total de trois albums, plusieurs EP, et une compilation de faces B en deux volumes. Les membres du groupe se retrouveront plus tard dans d’autres groupes comme The Kills, (Alison Mosshart) The Kitchen, Black Cougar Shock Unit, Unitas, The Routineers, The Draft, et Monikers.

## Biographie
Discount est formé au début de 1995 par Alison Mosshart au chant, Ryan Seagrist à la guitare, James à la basse, et Bill Nesper à la batterie, à cette période tous étudiants à Vero Beach, en Floride. Malgré leur jeune âge, les membres effectuent quelques concerts locaux et publient une première cassette audio intitulée Mom Lied to Me ; un exemplaire de la cassette sera publié par Liquid Meat Records. En 1996, ce même label publie l'EP Wonder Pulled Me Under. Cette sortie suit la même année de leur premier album studio, Ataxia's Alright Tonight,, qui est enregistré entre mai 1995 et mars 1996.
Plusieurs singles splits avec Cigaretteman et J Church se succèdent avant la sortie en 1997 du deuxième albums studio de Discount, intitulé Half Fiction, cette fois a label Kat Records,,.  Un an plus tard, en 1998, le groupe revient avec Love, Billy, un EP qui comprend des reprises de Billy Bragg.  Le nouveau bassiste Todd Rockhill est recruté avant la sortie du single Open Ended Aerial en 1999. Après s'être délocalisé à Gainesville, Discount commence à travailler sur un troisième album studio intitulé Crash Diagnostic, publié en 2000. Cette même année, le groupe se sépare. Les membres du groupe se retrouveront plus tard dans d’autres groupes comme The Kills, (Alison Mosshart) The Kitchen, Black Cougar Shock Unit, Unitas, The Routineers, The Draft, et Monikers.

## Discographie

### Albums studio
- 1996 : Ataxia's Alright Tonight
- 1997 : Half Fiction
- 2000 : Crash Diagnostic

### EP et splits
- 1995 : Three Piece Suit (split avec Combination Grey et Pohgoh)
- 1995 : Mom Lied to Me
- 1996 : Discount/My Pal Trigger (split 7")
- 1996 : Discount/Flatspots/Wolfdaddys/Stizzle (split 7")
- 1996 : All too Often (7")
- 1996 : Wonder Pulled Me Under (7")
- 1997 : Discount/Shotwell Coho (split 7")
- 1997 : Discount/Cigarretteman (split)
- 1997 : Discount/J Church (split)
- 1997 : Her Last Day 7" (split)
- 1998 : Discount/Crettins Puddle (split)
- 1998 : Discount/My Winter Jane (split)
- 1998 : Love, Billy
- 1999 : Discount/As Friends Rust (split)
- 1999 : Discount/Beauty School Dropout (split)
- 1999 : Open Ended Aerial 7" (split)
- 2000 : Read Army Faction 7" (split)
- 2000 : Discount/J Church (split LP)

### Compilations
- 2002 : Singles No. 1
- 2002 : Singles No. 2